# Loriculus galgulus
El lorículo coroniazul (Loriculus galgulus) es una especie de ave psitaciforme de la familia de los Psittaculidae, que habita en los bosques despejados del sudeste asiático.

## Descripción
El lorículo coroniazul tiene el plumaje principalmente verde y los adultos tienen el pico negro. Los machos adultos tiene el una mancha azul en el píleo, la garganta y la parte superior de la cola y el obispillo rojos y la parte inferior del manto amarillo. Las hembras son más discretas, carecen de la espalda amarilla y generalmente carecen de la garganta roja, y la mancha azul de la cabeza es menos llamativa. Los juveniles son de tonos más apagados tiene la frente gris y el pico grisáceo.

## Distribución
Se encuentra en la península malaya, Sumatra, el extremo occidental de Java, Borneo y las islas menores aledañas.

## Comportamiento

### Reproducción
El lorículo coroniazul anida en los huecos de los árboles. Su puesta suele constar de tres huevos. La hembra incuba los huevos durante 20 días y los polluelos dejan el nido a los 33 días después de la eclosión.

### Alimentación
Se alimenta de flores, brotes, frutos y semillas.